# Буриданов осёл

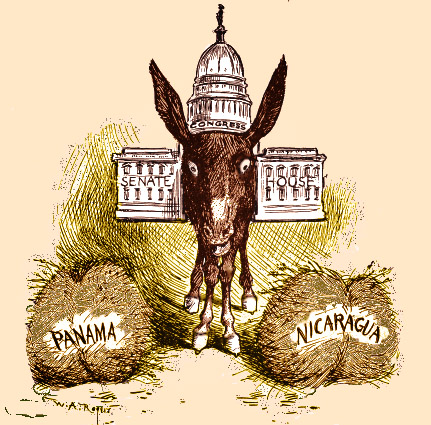
Карикатура примерно 1900 года США изображены как буриданов осёл, колеблющийся между Панамой и Никарагуа в качестве места для будущего межокеанского канала.

Бурида́нов осёл (лат. Asinus Buridani inter duo prata — буриданов осёл между двух лужаек) — философский парадокс, названный по имени Жана Буридана, несмотря на то, что был известен ещё из трудов Аристотеля, где был поставлен вопрос: как осёл, которому предоставлены два одинаково соблазнительных угощения, может всё-таки рационально сделать выбор?
Высмеивая софистическую идею о том, что Земля неподвижна просто потому, что она круглая, и любые силы на ней должны быть равны во всех направлениях, Аристотель в своём трактате «О небе» говорит, что это так же нелепо, как говорить, что:

…человек, столь же голодный, как и жаждущий, и помещённый между едой и питьём, должен обязательно оставаться там, где он есть, и голодать до смерти.

Однако греки использовали этот парадокс только в качестве аналогии в контексте равновесия физических сил.
Буридан в своих сочинениях нигде не упоминал данной проблемы с ослом, но затрагивал подобную тему, отстаивая позицию морального детерминизма — что человек, столкнувшись с выбором, должен выбирать в сторону большего добра. Буридан допустил, что выбор может быть замедлен оценкой результатов каждого выбора.
Позже и другие писатели утрировали эту точку зрения, приводя пример с ослом и двумя одинаково доступными и хорошими стогами сена и утверждая, что он непременно умрёт от голода, принимая решение. Эта версия стала широко известна благодаря Лейбницу.
В рамках логики можно, однако, показать, что осёл в этой ситуации никогда не умрёт с голоду, хотя и трудно спрогнозировать, какую копну сена он выберет. Отказ от еды также является выбором, таким образом, из трёх вариантов выбора осёл никогда не выберет голодную смерть. Стоит учитывать, что в реальности при отсутствии разницы между двумя порциями пищи на выбор окажут влияние другие факторы, такие как обстановка, освещённость, запахи и наконец индивидуальная склонность существа к выбору между левым и правым направлением.